# Полховські
Полховські гербу Юноша (пол. Połchowski, біл. Палхоўскі) — зем'янський рід.

## Походження
Нащадки бояр — Федька, Івана, Бакуша та Степана Полховських, які за службу в князя Федора Ярославича отримали Супчицьке подвір’я в селі Лопатино в Пінському князівстві. В 1526 р. разом з боярами Колбовичами отримали привілей на цю маєтність від королеви Бони:
Чынимъ знаменито тымъ нашымъ листомъ, хто на него вейзрить, або чтучы его услышить, нынѣшнымъ и напотомъ будучымъ. Били намъ чоломъ подданые наши бояре повѣту Пинского, на име: Ѳедко а Иванъ, Бакушъ, Степанъ Польховскій и тутежъ Сенько Патрикіевичъ, Ѳедко а Марко Гриневичи, Иванъ Ленковичъ, Кузьма Мисевичъ, Сенько Хомичъ Колбовичи о дворыще, на имя Супчицкое въ селѣ, на имя Влопатинѣ, которое жъ бытъ имъ далъ предокъ нашъ небожчыкъ князь Ѳедоръ Ярославичъ; которое жъ есмо дворышо зъ розказанья нашого отъ нихъ справедливе были отняли такъ, яко и у въ иншыхъ земянъ нашыхъ Пинскихъ, гдѣ жъ пакъ справилъ насъ староста нашъ Пинскій панъ Иванъ Михайловичъ, ознаймуючы намъ, ижъ ся тые вышеймененые подданые нашое такъ ся розмножили же на отчызнахъ своихъ заховатися не могли, а съ той дей тежъ земле намъ а ни нашымъ замкомъ жаденъ пожитокъ не шелъ. А такъ вырозумѣвшы есмо тому водлугъ справы старосты нашого же, намъ тая земля верхумененая жадного пожитку не чынила, мы, хочтечы заховати въ цѣлости панство наше, жебы се узко нечынило, але и овшемъ се шырило, тую землю вышеймененую имъ зъ особливое ласки нашое дали ку имѣнью ихъ дѣдичному, менуючы съ польми и съ сѣножатьми и дубровами, зъ водами и зъ лѣсы и зъ деревомъ бортнымъ и зо всѣмъ тымъ, што зстародавна к той землѣ прыслухало и такъ, якъ они тые земле за небожчыка предка нашого всѣми входы вжывали. А мають они и зъ отчизны своей и съ того прыданья нашого службу земскую однимъ конемъ служывати такъ, якъ за предка нашого служилъ, и въ облаву нашу часу потребы мають ѣздити. А што се дотычеть бобровъ, ничого нашого, кого коли пошлемъ на тую послугу нашу, того они не мають поднимати, ижъ одно землю свою провести; а права, звычаи вси они мають заховать такъ, якъ иншые подданые наши въ томъ краи заховывають. А дали есмо тую землю тымъ вышейреченымъ подданымъ нашымъ Польховскимъ а Колбовичомъ на-полъ имъ и ихъ жонамъ и ихъ дѣтемъ и напотомъ будучымъ ихъ счадкмоъ вѣчно и непорушно. И на то дали есмо сесь нашъ листъ съ печатью нашою прывѣсистою. Писанъ у Краковѣ. Подъ лѣты Божого Нароженья 1526 году, индиктъ 14.
Згідно одних джерел походили з Мазовії, звідки після Кревської унії відбувалась числена міграція шляхти до Великого князівства Литовського та Руського. А згідно інших були місцевого литовсько-руського походження. Існував також однойменний маловідомий рід незнаного герба з Полхова в Королівській Пруссії, але їх зв'язок з поліськими Полховськими невідомий.
Після поділів Речі Посполитої представники роду зберегли шляхетський стан, а деякі змогли отримати дворянство з подальшим внесенням в дворянські книги Волинської, Гродненської та Мінської губерній.

## Відомі представники
- Серапіон (Полховський) (пом. 1704) — єпископ Могильовський, Мстиславський і Оршанський.[11]
- Ян Полховський — посол на сейм, пінський гродський писар і суддя.[12]
- Міхал Полховський — пінський пристав (1774) і королівський геометр.